# Girafins
Giraffinae és una subfamília dels giràfids que aparegué durant el Miocè. Aquesta subfamília inclou el gènere Giraffa.